# Kilwa (Stadt)
Kilwa ist eine 918 m hoch gelegene Stadt am Westufer des Mwerusees in der Provinz Haut-Katanga im Osten der Demokratischen Republik Kongo, in deren Nähe Kupfer- und Silbervorkommen abgebaut werden. Wenige Kilometer vor Kilwa liegt die gleichnamige Insel im Mwerusee, die bereits zu Sambia gehört.
Kilwa ist ein Fischerort wie alle Siedlungen rund um den Mwerusee. Er liegt nahezu isoliert und ist nur über den See erreichbar. 25 km weiter nördlich (Luftlinie bzw. 50 km Fahrweg) liegt der Dikulushi-Tagebau, in dem seit 2001 jährlich 20.000 t Kupfer und 1,7 Mio. Unzen Silber gewonnen werden. Die Bergbauerzeugnisse werden von Kilwa mit einer 48 mal 10 m Barke nach Nchelenge im nahen Sambia verschifft und von dort weiter direkt nach Südafrika transportiert, wohin eine durchgehende Verbindung auf Asphaltstraßen besteht.
Kilwa hat eine 1.500 m lange Flugpiste.
Seit 1977 ist Kilwa außerdem der Sitz des katholischen Bistums Kilwa-Kasenga.

## Flüchtlingssituation
Noch im Jahre 2006 lebten in Kilwa sehr viele Flüchtlinge aus den Bürgerkriegszonen des Landes. Die Ernährungslage ist erbärmlich. Das sogenannte Kilwa-Massaker der 62. Brigade der 6. Militärregion im Oktober 2004, dem nach UN-Angaben über 100 Zivilisten zum Opfer fielen, steht in unmittelbarem Zusammenhang mit Unruhen unter den Flüchtlingen im Blick auf die Kupferexporte. Da Kilwa auf Landwegen nahezu unerreichbar ist, flog die Bergbaufirma die Soldaten ein oder brachte sie in Bergbaufahrzeugen nach Kilwa. Dort stellten sie die Ordnung brutal wieder her und erschossen jeden, der ihnen verdächtig erschien.
Die Flüchtlinge in Kilwa sind im Augenblick fast vergessen. Nur wenige Hilfsorganisationen kümmern sich um sie und Sambia überwacht seine Grenzen inzwischen schärfer. Doch der Fischmarkt in Kilwa kann nicht unbedeutender sein als der in Nchelenge oder Kashikishi.